# Madelyn Cline
Pour les articles homonymes, voir Cline.
Madelyn Cline, née le 21 décembre 1997 à Goose Creek en Caroline du Sud, est une actrice américaine.
Elle se fait connaître en tenant le rôle de Taylor Watts dans la série Vice Principals (2016-2017) puis gagne en popularité auprès du grand public grâce au rôle de Sarah Cameron dans la série Outer Banks (depuis 2020).

## Biographie

### Jeunesse et formation
Née à Goose Creek en Caroline du Sud en 1997, Madelyn Cline est l'enfant unique de Pam Cline, agent immobilier, et Mark Cline, ingénieur. Elle a brièvement étudié à l'université de Coastal Carolina, avant de tout arrêter pour s'installer à Los Angeles afin de devenir actrice. 

### Carrière
En 2016, elle joue dans les séries Stranger Things et Vice Principals. La même année, elle incarne Willow dans le film Savannah Sunrise (en) de Randall Stevens aux côtés de Shawnee Smith, Shawn Christian et Clare Carey.
En 2017, elle tient le rôle de Jessica dans quelques épisodes de la série The Originals, dérivée de la série Vampire Diaries.
En 2018, elle fait une apparition dans le film Boy Erased de Joel Edgerton, avec dans les rôles principaux Lucas Hedges, Russell Crowe et Nicole Kidman.
En 2019, elle fait partie de la distribution principale du film Le Géant aux côtés d'Odessa Young, Ben Schnetzer et Jack Kilmer.
En mars 2019, Netflix annonce qu'elle est retenue pour figurer dans la distribution principale avec Chase Stokes, Rudy Pankow, Jonathan Daviss et Madison Bailey dans la série Outer Banks, créée par Shannon Burke, Josh Pate et Jonas Pate et diffusée depuis le 15 avril 2020 sur Netflix : elle y joue le personnage de Sarah Cameron.
En 2020, elle incarne Sophia Larocca dans le film This Is the Night de James DeMonaco, avec dans les rôles principaux Naomi Watts, Bobby Cannavale et Frank Grillo. La même année, elle incarne Emily dans le film What Breaks the Ice de Rebecca Eskreis, aux côtés de Lukas Gage, Sofia Hublitz et Aimee Mullins.
En 2020 elle apparaît dans le clip de Kygo, un remix de Hot Stuff de Donna Summer, aux côtés de Chase Stokes,.
En 2022, elle joue dans Glass Onion, un film de Rian Johnson sorti sur Netflix, où elle interprète le personnage de Whiskey.
En septembre 2024, elle rejoint la distribution principale du film d'horreur Souviens-toi… l'été dernier réalisé par Jennifer Kaytin Robinson. Il s'agit d'un remake du film Souviens-toi… l'été dernier de 1997. La distribution principale est menée par Madelyn Cline, et comprend également Sarah Pidgeon, Tyriq Withers, Jonah Hauer-King, Chase Sui Wonders, Lola Tung, Austin Nichols ou encore Jennifer Love Hewitt et Freddie Prinze Jr. de retour dans leur rôles. Le film sort au cinéma le 18 juillet 2025.
En 2024, elle rejoint la distribution du film romantique The Map That Leads to You (en) adapté du roman éponyme de J.P. Monninger et réalisé par Lasse Hallström. La distribution principale est menée par KJ Apa et Madelyn Cline, et comprend également Sofia Wylie, Madison Thompson et Josh Lucas. Le film sortira sur Prime Video le 20 août 2025.

### Vie privée
Le 14 juin 2020, elle officialise sur Instagram sa relation avec son partenaire d'Outer Banks, Chase Stokes,. L'actrice confie que les deux acteurs se sont mis à se fréquenter après le tournage de la première saison de la série. En octobre 2021, le couple annonce sa séparation. 
Elle a ensuite fréquenté durant quelques semaines le DJ Zack Bia ainsi que le chanteur Jackson Guthy de mai 2022 à juillet 2023. Elle est en couple avec Pete Davidson de septembre 2023 à juillet 2024.
Elle a déclaré qu'elle souffrait d'un trouble de l'alimentation non précisé et de son image corporelle lorsqu'elle était adolescente.

## Filmographie

### Cinéma

#### Longs métrages
- 2011 : 23rd Psalm: Redemption de Cornelius Booker III et Christopher C. Odom (en) : Maya Smith
- 2016 : Savannah Sunrise (en) de Randall Stevens : Willow
- 2018 : Boy Erased de Joel Edgerton : Chloe
- 2019 : Le Géant de David Raboy : Olivia
- 2020 : What Breaks the Ice de Rebecca Eskreis : Emily
- 2021 : This Is the Night de James DeMonaco : Sophia Larocca
- 2022 : Glass Onion : Une histoire à couteaux tirés (Glass Onion: A Knives Out Mystery) de Rian Johnson : Whiskey
- 2025 : Souviens-toi… l'été dernier (I Know What You Did Last Summer) de Jennifer Kaytin Robinson : Danica Richards
- 2025 : La Carte qui mène jusqu'à toi (en) (The Map That Leads to You) de Lasse Hallström : Heather Mulgrew

#### Courts métrages
- 2009 : Milites Christi de Jared Outten : Matilda
- 2012 : Children of Wax de Raven Bradley : Ashlyn
- 2014 : Bridge the Gap de Mel Beasley : Tanya
- 2017 : Wild Flowers de Kira Bursky : Luna

### Télévision

#### Téléfilms
- 2016 : The Jury de Neil Burger : Grace Alexander

#### Séries télévisées
- 2016-2017 : Vice Principals : Taylor Watts (rôle secondaire - 6 épisodes)
- 2017 : The Originals : Jessica (saison 4, épisodes 7, 8 et 10)
- 2017 : Stranger Things : Tina (saison 2, épisodes 1 et 2)
- depuis 2020 : Outer Banks : Sarah Cameron (rôle principal, 40 épisodes)
- 2020 : Day by Day : Daisy (saison 1, épisode 13)

### Clip vidéo
- 2020 : Hot stuff de Donna Summer ft. Kygo

## Voix françaises
En version française, Madelyn Cline  est doublée par Alice Taurand dans Outer Banks et Souviens-toi… l’été dernier, Anne-Laure Gruet  dans The Originals ou encore Marie Facundo dans Glass Onion : Une histoire à couteaux tirés.